# کاترین اسپریت
کاترین اسپریت (به انگلیسی: Kathryn Spirit) یک کشتی بود که طول آن 153.4 m loa بود. این کشتی در سال ۱۹۶۷ ساخته شد.